# جوانا دوغلاس
جوانا دوغلاس هي ممثلة كندية، ولدت في 11 أبريل 1983 في كندا.

## أعمال
مسلسلات
- hung فحل (مسلسل)

### أفلام
- (2015) القمة القرمزية[5]

## وصلات خارجية
- جوانا دوغلاس على موقع IMDb (الإنجليزية)
- جوانا دوغلاس على موقع ألو سيني (الفرنسية)
- جوانا دوغلاس على موقع أول موفي (الإنجليزية)
- جوانا دوغلاس على موقع قاعدة بيانات الأفلام السويدية (السويدية)
- جوانا دوغلاس على موقع قاعدة بيانات الفيلم (الإنجليزية)
- جوانا دوغلاس على موقع كينوبويسك (الروسية)